# 밥콕 인터내셔널
밥콕 인터내셔널 그룹(Babcock International Group plc)은 영국에 본사를 둔 영국계 다국적 대기업이다. 규모가 매우 크며 영국 국내외에서 다양한 분야(철도, 항만, 조선업, 통신, 석유 화학, 그린 에너지, 천연가스, 핵과 원자력 발전, 중장비, 그리고 방산산업)에 진출해 있다. 방산산업의 경우 영국을 대표하는 3대 방산회사를 이야기한다면 BAE 시스템스, 롤스로이스 그리고 밥콕 순으로 정리될 수 있다.
밥콕 인터내셔널 그룹은 영국 국내에 교통 인프라(철도, 항만, 공항)과 관련해서는 거의 독점적으로 유지보수 및 관리하고 업그레이드하고 있다. 예를 들면 영국 런던 히드로 공항에 짐을 체크인하면서 맡기거나 도착해서 짐을 찾는 데 사용되는 화물 시스템이 밥콕이 관여하는 대표적인 사업이다. 영국의 철길과 기차의 유지보수도 밥콕이 관리하고 있다. 영국에 있는 모든 경찰차 역시 다양한 브랜드의 민수차량을 경찰차로 개조하는 일도 밥콕이 독점적으로 맡고 있으며, 영국의 모든 소방차와 더불어 유지보수 및 업그레이드도 담당하고 있다.
뿐만 아니라 에너지 분야에서도 밥콕은 석탄, 석유, 천연가스, 환경 에너지 그리고 핵전력까지 진출해 있다. 최근에 대한민국의 현대중공업이나 대우조선해양 같은 조선업계들과도 액화천연가스와 관련하여 최신 기술력과 관련해 협력하고 있다.
밥콕 방산업의 경우 영국 국방부를 위해 육군, 공군, 해군을 위한 군수지원, 유지보수 관리 및 개선을 독점적으로 하고 있으며 특히 해군분야와 관련해 강점을 보인다. 또 밥콕이 직접 영국 육군의 기갑차량과 장갑차등의 유지보수 및 수리 그리고 부품조달까지 담당해, 최근 아프가니스탄 전선에서 문제가 생겨도 현장에서 밥콕이 대응할 수 있도록 시스템이 갖춰져 있다. 영국 공군과 영국 해군의 경우에도 예비부품등을 모두 관리하고 있어 필요하면 밥콕 서비스센터에 바로 연락하면 바로 배달이 가능하다. 이는 좀더 쉽게 설명하자면 민간 자동차 보험 서비스센터의 기능이 군에 적용된 사례로 비유할 수 있다.
영국 해군의 경우 밥콕의 역할이 매우 절대적으로, 영국 국방부 소속의 모든 잠수함들의 군수지원, 유지보수 관리를 개선을 밥콕이 전면 관리한다. 영국 수상함의 4분의 3 이상도 마찬가지로 밥콕이 담당한다. 영국 국방부에 진출한 밥콕의 사후 관리 및 군수지원 사업은 계속 확장되고 있다.
대한민국에는 장보고 3차 사업에 대해서도 도움을 주고 있다. 장보고 1,2차 사업이 독일 HDW와 같은 회사들의 협력을 얻어내었지만 장보고 3차 사업이 3,000톤급인 것을 감안하면 214급 이상 큰 잠수함을 제작해 본 경험이 없는 독일 HDW보단 7,000톤급 이상의 큰 원잠들을 BAE Systems와 함께 설계부터 제조를 한 경험이 풍부한 영국 밥콕이 더욱 적합했다.
밥콕이 또한 잠수함외에 영국 해군쪽으로 최근 진행하고 있는 최대 수상함 사업이 퀸 엘리자베스급 항공모함 (Queen Elizabeth Class) 프로젝트이다. 대한민국에서는 많이 알려져 있진 않지만 현재 퀸 엘리자베스급(Queen Elizabeth Class) 항모 1,2번 함들이 모두 최종 조립되어 완공되는 조선소가 밥콕 로사이스(Babcock Rosyth) 조선소인데 스코틀랜드에 위치한 밥콕 소유의 조선소 중 하나일 뿐이다.

## 역사
밥콕 인터내셔널사의 역사는 1867년 밥콕 앤 윌콕스 (Babcock & Wilcox) 사에서 시작되었다. 주요 사업은 다양했는데 특히 영국 국방부와 철도산업과 같은 공공사업 등에 두각을 나타내었다. 특히 보일러 사업부 등을 통해 1,2차 세계대전을 거치면서 상당한 성장을 이룩한다. 1960년대엔 영국 원자력 발전소 개발 사업에도 참여했다.
1979년, 밥콕 앤 윌콕스 사는 오늘날의 이름인 밥콕 인터내셔널 (Babcock International Ltd)로 사명을 바꾼다. 1982년에는 런던 증권거래소에 상장되면서 Babcock International PLC가 되었다. 한편 밥콕 & 윌콕의 계열사인 Babcock & Wilcox (Operations) Ltd이 후에 Babcock Energy Ltd 로 사명을 바꾸게 되었으며 밥콕 계열사인 FKI Babcock PLC와 1987년 합병되었다가 다시 1989년 독립하였다.
1995년에 Babcock Energy Ltd는 결국엔 일본에 미쓰이(Mitsui Engineering & Shipbuilding)에 합병되었으며 미쓰이 밥콕 에너지(Mitsui Babcock Energy Ltd)이 된다. 2006년에 일본 미쓰이 그룹이 미쓰이 밥콕 에너지를 두산 그룹에 팔아 넘기면서 오늘날의 두산 밥콕 에너지(Doosan Babcock Energy Ltd), 줄여서 두산 밥콕이 탄생했다. 따라서 현재 영국의 밥콕 인터내셔널과 두산 밥콕은 연관성이 없는 별개의 회사이다.
2000년대부터 밥콕 그룹은 직접 제조하는 사업보다 후속지원 및 조달 군수지원등으로 더욱 초점을 맞추는 전략적 결정을 한다. 2002년에는 영국증시에 Engineering to Support Services 전문으로 재등록했다. 이후로는 밥콕 인터내셔널 그룹이 사업별로 적극적인 인수합병을 통해 사업확장을 기하급수적으로 키워나갔다.